# 汪秉忠
汪秉忠（？—1637年），字行甫，號赉国，南直隶徽州府婺源县城西人。明朝政治人物。

## 生平
萬曆四十年（1612年）壬子科應天鄉試舉人，天啓二年（1622年）壬戌科進士。任宁波司理，明敏清慎，折狱片言，上官咸重之。天啓四年甲子（1624年）分校秋闱，得解元翁鸿业，联魁南宫廷试传胪，时服其藻鑑。宁波有翠岩，距郡一舍，遇阴雨辄有鬼祟出虐行人，时郡邑官皆信以为鬼，忠至，独曰：非鬼也，是必贼伪托耳。责丁壮勒限擒获，不匝月果获贼十馀人，闻者惊为龙图再世。先后摄郡及鄞、慈溪二邑篆，每决事案牍日盈尺。忠剖晰食顷间，咸服明允。于徵收尽革火耗，或一二羡馀，尽捐付学宫贸用，以赈寒士。会直指委查盘杭州，时值岁祲，杭州会城也，胥吏尤奸猾，不敢究诘，忠至，为清积岁侵漏弊，立追所乾没，糴粟赈饥民，咀德者亿万。奏最，行取礼曹，寻给假，遭忌者议沮。崇祯七年（1634年）复出为袁州府司理，廉明亦如宁波时，而简静过之。九年循资擢户部主事，忠是时宦情甚淡，归憩林泉，不欲赴。会岁丙子（1636年），婺邑告饥，豫章恶少屡遏糴，乡民坐困无所告，忠恻然，携子几先单舸之饶州，为通米艘数千，命子星夜督达婺源，又致书江右上官，请弛禁和糴，桑梓咸赖以全活。随北赴版曹，以勤瘁卒于郎署，闻者皆挥涕叹服，祀宁波府名宦。

## 家族
祖汪大受，湖广巡抚、都察院右副都御史。父汪修龄，选贡，官平湖县丞。兄汪秉元，万历四十四年进士。弟汪秉彝，举人。
城西有“祖孙兄弟进士第”，汪敬、汪大受、汪秉元、汪秉忠建。